# رتبة عسكرية

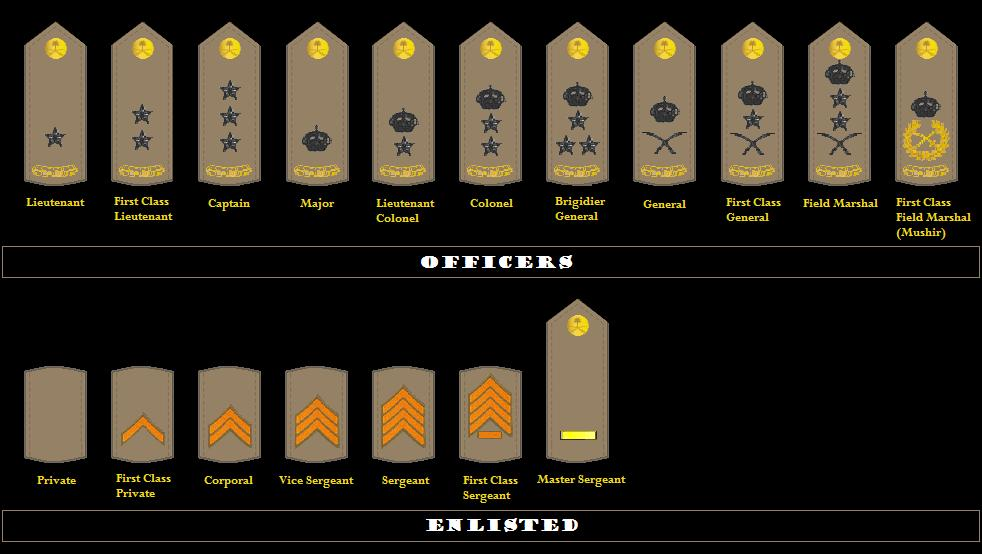
مثال على شارات الرتب العسكرية السعودية

الرتب العسكرية هي نظام من العلاقات الهرمية داخل القوات المسلحة أو أجهزة الشرطة أو وكالات الاستخبارات أو المؤسسات الأخرى التي تتبع النظام العسكري. يحدد نظام الرتب العسكرية مقدار الهيمنة والسلطة والمسؤولية في التسلسل الهرمي العسكري. يدمج النظام مبادئ ممارسة القوة والسلطة في سلسلة القيادة العسكرية، وهي سلسلة من القادة الأعلى من المرؤوسين يجري من خلالها ممارسة القيادة. تُعتبر سلسلة القيادة العسكرية مكونًا مهمًا للعمل الجماعي المنظم.
يظهر الزي الرسمي لحامل الرتبة الشارات الخاصة المثبتة على الزي في عدد من الدول. عُرف نظام الرتب في التاريخ العسكري بأهميته في العمليات العسكرية، ولا سيما فيما يتعلق باللوجستيات والقيادة والتنسيق. مع مرور الوقت وزيادة حجم العمليات العسكرية وتعقيدها، زادت الرتب العسكرية وأصبحت أنظمة الرتب نفسها أكثر تعقيدًا.
لا تُستخدم الرتبة لتحديد القيادة فقط، وإنما لتحديد مستوى الأجور أيضًا. مع زيادة الرتبة، يرتفع مستوى الأجر، ولكن تزداد كذلك المسؤولية المصاحبة لها.
في القوات المسلحة الحديثة، يكاد يكون استخدام الرتب عالميًا. ألغت الدول الشيوعية الرتب (مثل الجيش الأحمر السوفيتي بين 1918-1935، وجيش التحرير الشعبي الصيني بين 1965-1988، والجيش الشعبي الألباني بين 1966-1991)، ولكنها أُرغمت على إعادتها بعد مواجهة صعوبات تشغيلية في القيادة والسيطرة.

## تاريخيًا

### الإغريق
منذ عام 501 قبل الميلاد، اعتاد الأثينيون سنويًا انتخاب عشرة أفراد لمنصب استراتيجوس، ينوب كل واحد عن قبيلة من القبائل العشر التي أُسست تزامنًا مع إنشاء الديمقراطية. تعني كلمة استراتيجوس «قائد الجيش» وتُترجم عادة إلى «جنرال». في الأصل، عمل هؤلاء الجنرالات مع «بوليمارخوس» (زعيم الحرب) القديم، ولكن مع مرور الوقت، دُمج منصب بوليمارخوس مع الجنرال، فكان كل من الجنرالات العشرة يتناوبون على منصب بوليمارخوس ليوم واحد، وخلال هذا اليوم كان تصويته يُعتبر حاسمًا إذا لزم الأمر.
كان الجنرالات العشرة متساوين في المرتبة؛ ولم يكن هناك تسلسل هرمي بينهم. مع ذلك، عملوا وفق خطة ديمقراطية أساسية: على سبيل الذكر، في معركة ماراثون في 490 قبل الميلاد، حدد الجنرالات خطة المعركة من خلال التصويت بالأغلبية. قد تُمنح مهام معينة لبعض الجنرالات؛ إذ كان هناك تقسيم منتظم للمسؤوليات.
عُرفت الرتبة التي تلي الجنرال الأعلى باسم «تاكسياخوس»، وهي تشبه رتبة العميد إلى حد ما. في سبارتا، عُرفت أعلى رتبة عسكرية باسم «بوليمارخوس» يليها رتبة «سينتاغماتارشيس»، والتي يمكن ترجمتها إلى «قائد فوج» (سينتاغما) وهي مماثلة لرتبة الكولونيل الحديث. يليها في الهرم رتبة «تاغمارتشيس»، أي ضابط قيادة (أقرب إلى قيادة الكتيبة الحديثة). كانت رتبة «تاغمارتشيس» تقابل «ليغاتوس» في الفيلق الروماني. الرتبة التالية هي «لوخاغوس»، وتُطلق على الضابط الذي يقود وحدة مشاة تُسمى «لوخوس» والتي تتكون من نحو مئة رجل.
عُرف فوج الفرسان اليوناني باسم «هيبارشيا» وكان يقوده «إيبيهيبارخ». كانت الوحدة مقسمة إلى قسمين يقودها اثنان من «هيبارخوس» أو «هيبارخ»، بينما عُرف قائد الفرسان السبارتيين باسم «هيبارموستيس». أُطلق لقب «هيبوتوكسوتيس» على الرماة الذين يمتطون الحصان.
عندما أصبحت أثينا قوة بحرية، امتلك جنرالات كبار الجيوش البرية سلطة على الأساطيل البحرية أيضًا. يليهم في هرم الرُتب العسكرية ما يُعرف بـ «ترييرارخوس» أو «ترييرارك»، قائد السفينة الحربية، وهي رتبة استمر وجودها عندما بدأ استخدام أنواع أخرى من السفن. علاوة على ذلك، كما هو الحال في القوات البحرية الحديثة، كانت المهام المختلفة المرتبطة بتشغيل السفينة تُسند إلى ضباط مختلفين. على وجه التحديد، تولى «كبيرنيتيس» قيادة الدفة، بينما تولى «كيلوستيس» مهمة إدارة سرعة التجديف، وكان «ترييراوليس» عازف الناي الذي حافظ على معدل التجديف. استُبدل الجنرال البحري بـ«نواركوس»، وهو ضابط بحري يعادل رتبة أدميرال.
مع تأسيس مقدونيا تحت حكم فيليب الثاني والإسكندر الأكبر، أصبحت الجيوش اليونانية محترفة، وأصبحت التكتيكات أكثر تطورًا وبرزت مستويات إضافية من الرتب. جرى تنظيم الجنود المشاة في كتائب مشاة ثقيلة تُدعى «فالانجايتس». كانت هذه من بين أولى القوات التي جرى تدريبها، وكانت تقاتل في تشكيلة سلامية الشكل تألفت من ثمانية صفوف من الرجال، مع قائد في مقدمة كل عمود (أو صف) وقائد ثانوي في الوسط لتتمكن الصفوف الخلفية من التحرك إلى الجوانب.
أُطلق اسم «تيتراخيا» على الوحدات التي تألفت من أربعة صفوف، وعُرف قائدها باسم «تيتراخيس» أو «تيترارك». عُرفت الوحدة المؤلفة من صفين باسم «ديلوخيا» وكانت بقيادة «ديلوخيتيس». أما الصف الواحد فعُرف باسم «لوخوس» بقيادة «ديمويريا» بينما تولى «ديمويريتس» قيادة نصف الصف «هيميلوشيون».
مع ذلك، كانت الأنواع المختلفة من الوحدات تُقسم بطرق مختلفة وبالتالي كان لقادتها ألقاب مختلفة. على سبيل المثال، في إطار نظام الترقيم بالعشرات، أُطلق اسم «ديكاس» أو «ديكانيا» على وحدة مؤلفة من عشرة أفراد بقيادة «ديكارتشوس»، بينما كانت «هيكاتونتارخيا» وحدة مؤلفة من مئة فرد بقيادة «هيكاتونتارخوس»، وتألفت وحدة «خيليستيس» أو «خيليارخيا» من ألف فرد بقيادة «خيليارخوس».

### الرومان
أصبح استخدام الرتب الرسمية واسع الانتشار في الفيلق الروماني بعد الإصلاحات التي أجراها ماريوس. لا يمكن مقارنة الرتب القديمة بالحديثة، إذ أن هيكل القيادة في الجيش الروماني كان مختلفًا جدًا عن الهيكل التنظيمي لنظيراته الحديثة، والتي نشأت من الجماعات المرتزقة في حرب الثلاثين عامًا في العصر الحديث المبكر، على عكس ما يرد في كتابات الكاتب الروماني فيجيتيوس في القرن الرابع وتعليقات قيصر على فتح بلاد الغال والحرب الأهلية.
كانت القيادة العسكرية في روما تُعد منصبًا سياسيًا. تعيّن على القائد أن يتمتع بـ«الإمبريوم»، وهو مفهوم سياسي ديني يعني سلطة القيادة. في الجمهورية، كانت القيادة محصورة في القناصل أو البريتور أو الديكتاتور في في حالات الضرورة القصوى. جرى العمل كذلك بمنصب «بروكونسول». في العصور الإمبراطورية، تولى الإمبراطور، الذي كان إما قنصلًا أو في منصب بروكونسول، قيادة الفيلق.

## الجنود
| رقم | الرتبة                          | مصر           | السعودية      | العراق    | الأردن        | المغرب | موريتانيا | لبنان | اليمن | تونس |
| --- | ------------------------------- | ------------- | ------------- | --------- | ------------- | ------ | --------- | ----- | ----- | ---- |
| 1   | جندي أو جندي ثاني               | رتبة جندي     | رتبة جندي     | رتبة جندي | رتبة جندي     |        |           |       |       |      |
| 2   | جندي أول                        | رتبة جندي أول |               |           | رتبة جندي أول |        |           |       |       |      |
| 3   | عريف (نائب عريف في العراق)      |               | رتبة عريف     |           | لا يوجد       | لايوجد | لايوجد    |       |       |      |
| 4   | رقيب (عريف في العراق)           |               | رتبة رقيب     |           | لايوجد        | لايوجد | لايوجد    |       |       |      |
| 5)  | رقيب أول (رئيس عرفاء في العراق) |               | رتبة رقيب أول |           | لايوجد        | لايوجد | لايوجد    |       |       |      |

## ضباط الصف
| رقم | الرتبة                                                                                     | مصر            | السعودية | المغرب | موريتانيا | لبنان  | اليمن  | تونس   |
| --- | ------------------------------------------------------------------------------------------ | -------------- | -------- | ------ | --------- | ------ | ------ | ------ |
| 1)  | عريف                                                                                       | رتبة عريف      |          |        |           |        |        |        |
| 2)  | وكيل رقيب في السعودية عريف أول في المغرب ولبنان وتونس                                      | لايوجد         |          |        | لايوجد    |        |        |        |
| 3)  | رقيب (في تونس: وكيل)                                                                       | رتبة رقيب      |          |        |           |        |        |        |
| 4)  | رقيب أول (في تونس: وكيل أول)                                                               | رتبة رقيب أول  |          |        |           |        |        |        |
| 5)  | لا توجد في مصر والسعودية ولبنان رقيب قائد في المغرب (في تونس: وكيل أعلى)                   | لايوجد         | لايوجد   |        | لايوجد    | لايوجد | لايوجد |        |
| 6)  | مساعد (الصول) في مصر وفي لبنان معاون مساعد في المغرب                                       | رتبة رقيب أول  | لايوجد   |        |           |        |        | لايوجد |
| 7)  | مساعد أول في مصر وموريتانيا وفي لبنان معاون أول رئيس رقباء في السعودية مساعد أول في المغرب | رتبة مساعد أول |          |        |           |        |        | لايوجد |
| 8)  | مؤهل في لبنان فقط                                                                          | لايوجد         | لايوجد   | لايوجد | لايوجد    |        | لايوجد | لايوجد |
| 9)  | مؤهل أول في لبنان فقط                                                                      | لايوجد         | لايوجد   | لايوجد | لايوجد    |        | لايوجد | لايوجد |

## الضباط
| رقم | الرتبة                                                | فلسطين | السعودية       | مصر            | سورية | العراق | المغرب | موريتانيا | لبنان   | اليمن | تونس    | الأردن |
| --- | ----------------------------------------------------- | ------ | -------------- | -------------- | ----- | ------ | ------ | --------- | ------- | ----- | ------- | ------ |
| 0)  | تلميذ مرشح                                            |        |                |                |       |        |        |           |         |       |         |        |
| 1)  | ملازم                                                 |        | رتبة ملازم     | رتبة ملازم     |       |        |        |           |         |       |         |        |
| 2)  | ملازم أول                                             |        | رتبة ملازم أول | رتبة ملازم أول |       |        |        |           |         |       |         |        |
| 3)  | نقيب                                                  |        | رتبة نقيب      | رتبة نقيب      |       |        |        |           |         |       |         |        |
| 4)  | رائد                                                  |        | رتبة رائد      | رتبة رائد      |       |        |        |           |         |       |         |        |
| 5)  | مقدم                                                  |        | رتبة مقدم      | رتبة مقدم      |       |        |        |           |         |       |         |        |
| 6)  | عقيد                                                  |        | رتبة عقيد      | رتبة عقيد      |       |        |        |           |         |       |         |        |
| 7)  | عميد                                                  |        | رتبة عميد      | رتبة عميد      |       |        |        |           |         |       |         |        |
| 8)  | لواء (في تونس: أمير لواء)                             |        | رتبة لواء      | رتبة لواء      |       |        |        |           |         |       |         |        |
| 9)  | فريق (في لبنان وسورية: عماد)                          |        | رتبة فريق      | رتبة فريق      |       |        |        | لايوجد    |         |       |         |        |
| 10) | فريق أول (في سورية عماد أول)                          | لايوجد | فريق أول       | فريق أول       |       |        |        | لايوجد    | لا يوجد |       |         |        |
| 11) | مشير (في العراق مهيب، في المغرب مرشال وفي سورية فريق) | لايوجد | لايوجد         | رتبة مشير      |       |        |        | لايوجد    | لا يوجد |       | لا يوجد |        |